# Nestoras
Nestoras  (in greco Νέστορας?) è un ex comune della Grecia nella periferia del Peloponneso di 5 552 abitanti secondo i dati del censimento 2001.
È stato soppresso a seguito della riforma amministrativa detta Programma Callicrate in vigore dal gennaio 2011 ed è ora compreso nel comune di Pylos-Nestoras.